# Округ Ботинео (Северна Дакота)
Ботинео (енгл. Bottineau County) је округ у америчкој савезној држави Северна Дакота.

## Демографија
По попису из 2010. године број становника је 6.429, што је 720 (-10,1%) становника мање него 2000. године.
| Група             | 2000.         | 2010.         |
| Белци             | 6.935 (97,0%) | 6.062 (94,3%) |
| Афроамериканци    | 16 (0,2%)     | 25 (0,4%)     |
| Азијати           | 13 (0,2%)     | 16 (0,2%)     |
| Хиспаноамериканци | 35 (0,5%)     | 82 (1,3%)     |
| Укупно            | 7.149         | 6.429         |